# SO-02F
ドコモ スマートフォン Xperia Z1 f SO-02F（ドコモ スマートフォン エクスペリア ゼットワン エフ エスオー ゼロニエフ）は、ソニーモバイルコミュニケーションズ製のNTTドコモ向けスマートフォン。ドコモの第3.9世代移動通信システム（Xi）と第3世代移動通信システム（FOMA）とのデュアルモード端末である。ドコモ スマートフォン（第2期）のひとつ。

## 概要
Xperia SX SO-05DやXperia A SO-04Eに続く小型機種で、Xperia Z1 SO-01Fの派生機種である。ソニーが自信作としてSO-01Fをドコモに持ち込んだ際、担当者からもっと小型の機種を要望されたために急遽開発された。本機のグローバル向けモデルは「Xperia Z1 Compact」としてCES 2014のプレスカンファレンスで発表され、2014年2月以降発売された（最初にインストールされているAndroid OSのバージョンが4.3に上がり、本体色のPinkは色味が異なる）。
外観はSO-01Fを小型化したデザインだが、カラーバリエーションはPurpleの代わりにLimeやPinkといった明るい色になっている。
また、カメラ・CPUは小型ながらSO-01Fと同等のスペックである。ただし、小型化の犠牲として、フルセグ放送受信・赤外線通信・NOTTVには対応しておらず、画面の解像度もSO-01FのFHDからHDへとスペックダウンしている。バッテリー容量も2300mAhに減らされている（取り外しはできない）が、様々な省エネ技術によりSO-01Fを上回る動作時間を実現した。
本機種はドコモ向けのXperiaシリーズでは初となる端末単体での簡易留守録機能対応モデルである。更にスマートフォン対応ではない厚手の手袋を着けたままでも操作が可能な「手ぶくろモード」も搭載している。
アップデートに関しては、グローバルモデルがAndroid 5.1まで提供されているが、ドコモ版の本機種のみAndroid 4.4をもって終了した。
キャッチコピーは「てのひらにフィットするサイズ感に、Xperiaならではの上質を。The best of Sony, for the best of you.」。

## 主な機能
| 主な対応サービス                                | 主な対応サービス                         | 主な対応サービス                     | 主な対応サービス                                                  |
| ----------------------------------------------- | ---------------------------------------- | ------------------------------------ | ----------------------------------------------------------------- |
| タッチパネル/加速度センサー                     | Xi/FOMAハイスピード                      | Bluetooth                            | DCMX/おサイフケータイ/NFC/かざしてリンク/赤外線/トルカ            |
| ワンセグ/フルセグ/モバキャス/FM放送             | メロディコール                           | テザリング                           | WiFi IEEE802.11a/b/g/n/ac                                         |
| GPS                                             | ドコモメール/電話帳バックアップ          | デコメール/デコメ絵文字/デコメアニメ | iチャネル                                                         |
| エリアメール/ソフトウェアーアップデート自動更新 | デジタルオーディオプレーヤー(WMA・MP3他) | GSM/3Gローミング(WORLD WING)         | フルブラウザ/Flash Player                                         |
| Google Play/dメニュー/dマーケット               | Gmail/Google Talk/YouTube/Picasa         | バーコードリーダ/名刺リーダ          | ドコモ地図ナビ/ドコモ ドライブネット/Google Maps/ストリートビュー |

## 歴史
- 2013年10月10日 - NTTドコモより公式発表、事前予約開始。
- 2013年12月19日 - 発売開始。
- 2014年1月6日（現地時間） - アメリカ・ラスベガスの家電展示会「CES 2014」にてソニーモバイルコミュニケーションズよりXperia Z1 Compactとしてグローバルモデル発表。
- 2014年6月26日 - Android 4.4へアップデート開始。

## アップデート・不具合など
2014年3月31日のアップデート（機能バージョンアップ）
- 機能バージョンアップ
  - 「LTE国際ローミング」の対応
    - 本端末を利用して、海外でLTEの通信が可能になる（本機能対応に伴い、LTEのON／OFF設定を追加）。

  - 伝言メモ機能の改善
    - 通話着信中、すぐに伝言メモの録音に切り替えられるようになる。
- 不具合修正
  - 「スピーカー音拡張設定」をONにすると伝言メモが正しく録音されない場合がある不具合を修正する。
- ビルド番号が14.1.H.1.281から14.1.H.2.119になる。

2014年6月26日のアップデート（OSバージョンアップ）
- カメラ
  - カメラ画質（ノイズ感・解像感）を向上。
  - カメラウィジェットのカスタマイズが可能。
- Xperiaホーム
  - Xperiaホームのテーマをダウンロードして追加することが可能。
  - 「ホーム」キーアイコンを左上にドラッグすることで、「What's New」を起動できるようになる。
- 設定
  - ステータスバーに表示するシステムアイコンをカスタマイズできるようになる。
  - 通知パネルのUIを改善、通知とクイック設定ツールが別表示になる。
- 便利機能
  - スモールアプリ起動時に通知パネルに表示される通知から、一括終了や表示状態の変更ができるようになる。また、バックキーでスモールアプリが終了しないようになる。
  - 電源キーの長押しで表示するメニューから、スクリーンショットを撮ることができるようになる。
  - 災害時などの緊急時に消費電力を抑え、待受け状態を長持ちさせる「緊急省電力モード」を利用できるようになる。
  - パソコンが無くても写真やホームページの印刷が利用可能になる。
- その他
  - 電話アプリの視認性向上。また履歴の選択削除機能の追加や、画面の文字サイズも設定に合わせて変更されるようになる。
  - Unicode 6.0に対応し、絵文字の収録数が252個から698個に拡大。他社ケータイ宛に送っても自動変換される。
  - 搭載アプリケーションに「PlayStation」「Vine」「What’s New」を追加。
  - 128GBのmicroSDXCカードが使用可能になる。
- 不具合修正
  - 充電器から携帯電話（本体）を取り外した際、一定時間タッチパネルが動作しない場合がある不具合を修正する。
- ビルド番号が14.1.H.2.119から14.3.B.0.288になる。

2014年8月12日のアップデート
- 通話中に音声が途切れることがある不具合を修正する。
- ビルド番号が14.3.B.0.288から14.3.B.0.310になる。

2015年6月24日のアップデート
- 動画が正常に再生できない場合がある不具合を修正する。
- デジタル時計が正常に表示されない場合がある不具合を修正する。
- ビルド番号が14.3.B.0.310から14.3.B.0.346になる。

2016年1月21日のアップデート
- ホーム画面に設定した壁紙が正常に表示されない場合がある不具合を修正する。
- ビルド番号が14.3.B.0.346から14.3.B.0.362になる。